# Mary Jane
«Mary Jane» — песня американской треш-метал-группы Megadeth с альбома So Far, So Good… So What!, выпущенного в 1988 году. Однако, группа исполняла ее на концертах еще до включения в альбом, когда в группе еще играли Гар Саммуэльсон и Крис Поланд. В треклисте альбома песня стоит под четвёртым номером. Музыку написал Дэйв Мастейн, текст — Мастейн и Дэвид Эллефсон.

## Тематика лирики
«Mary Jane» — песня не о марихуане, как считают многие. Эта песня о девушке, занимающейся колдовством. Она ищет прощения своего отца, которое получит только будучи заживо погребенной в качестве наказания.
В 1994 году Мастейн и Эллефсон утверждали, что эта песня о легенде штатов Айова и Миннесота, которая повествует о могиле ведьмы.
На одном из концертов Мастейн также заявил, что «Mary Jane» о том, как отец застал свою дочь за мастурбацией и убил её .

## Музыкальный стиль
Дженис Гарса написал для Los Angeles Times, что эта песня наполнена «тёмной мелодичностью» .

## Список композиций
1. Mary Jane - 04:25
2. Hook in Mouth - 04:40
3. My Last Words - 04:45

## Позиции в чартах
| Год  | Сингл       | Чарт             | Позиция |
| ---- | ----------- | ---------------- | ------- |
| 1988 | «Mary Jane» | UK Singles Chart | 46      |

### Участники записи
- Дэйв Мастейн — соло-гитара, вокал
- Джефф Янг — соло-гитара
- Дэвид Эллефсон — бас-гитара, бэк-вокал
- Чак Белер — барабаны